# Désiré De Keyser
Désiré De Keyser (Brussel, 12 februari 1823 – aldaar, 24 mei 1897) was een Belgisch architect die werkte in eclectische stijl. 
Als vrijmetselaar had hij een goed netwerk. De Keyser werkte mee aan de ingrijpende stedenbouwkundige gedaanteverandering van Brussel onder de burgemeesters Jules Anspach en Karel Buls. Tot zijn bekendste werk horen de plannen voor de Grote Synagoge. Hij was geassocieerd met zijn Nijvelse collega Charles Licot.

## Werk (selectie)
- 1864: Hoekhuis (Kleerkopersstraat 2-4, Brussel)
- 1867: Herenhuis van handelsrechter J.F. Breuer (Opperstraat 40, Elsene), nadien getransformeerd tot bedrijfszetel (1909-1981) en vervolgens tot appartementen (1988, 2008).
- 1868: Eclectisch herenhuis (Schildknaapstraat 25-27, Brussel)
- 1872-74: Hoofdkantoor Union du Crédit (Warmoesberg 57, Brussel). Dit eclectisch bankgebouw met neogotische elementen en een opvallende lokettenzaal is in 1979 aangekocht door de Nationale Bank. Eerst bracht ze er haar museum in onder en na een zorgvuldige restauratie in 2010 haar bibliotheek, om in 2018 terug museum te worden.
- 1875: Café Sésino (Anspachlaan 3, Brussel). Dit in 1967 afgebroken gebouw won de vijfde prijs in de stedelijke architectuurwedstrijd van 1876. Eind 19e eeuw was 17u l'heure verte in de Sésino, het uur waarop kunstenaars er absint kwamen drinken, bezongen door Georges Eekhoud in de Mercure de France van 1901.
- 1875: Hoofdkantoor Compagnie d'Assurances Générales (Zennelaan 37 en 37A, Brussel), compleet herbouwd in 1929 en 1959.
- 1875-78: Grote Synagoge van Brussel en consistorie (Regentschapsstraat 32, Brussel), gebouwd in romano-byzantijnse stijl.
- 1883-87: Koninklijk Atheneum (Eikstraat 13-17, Brussel).

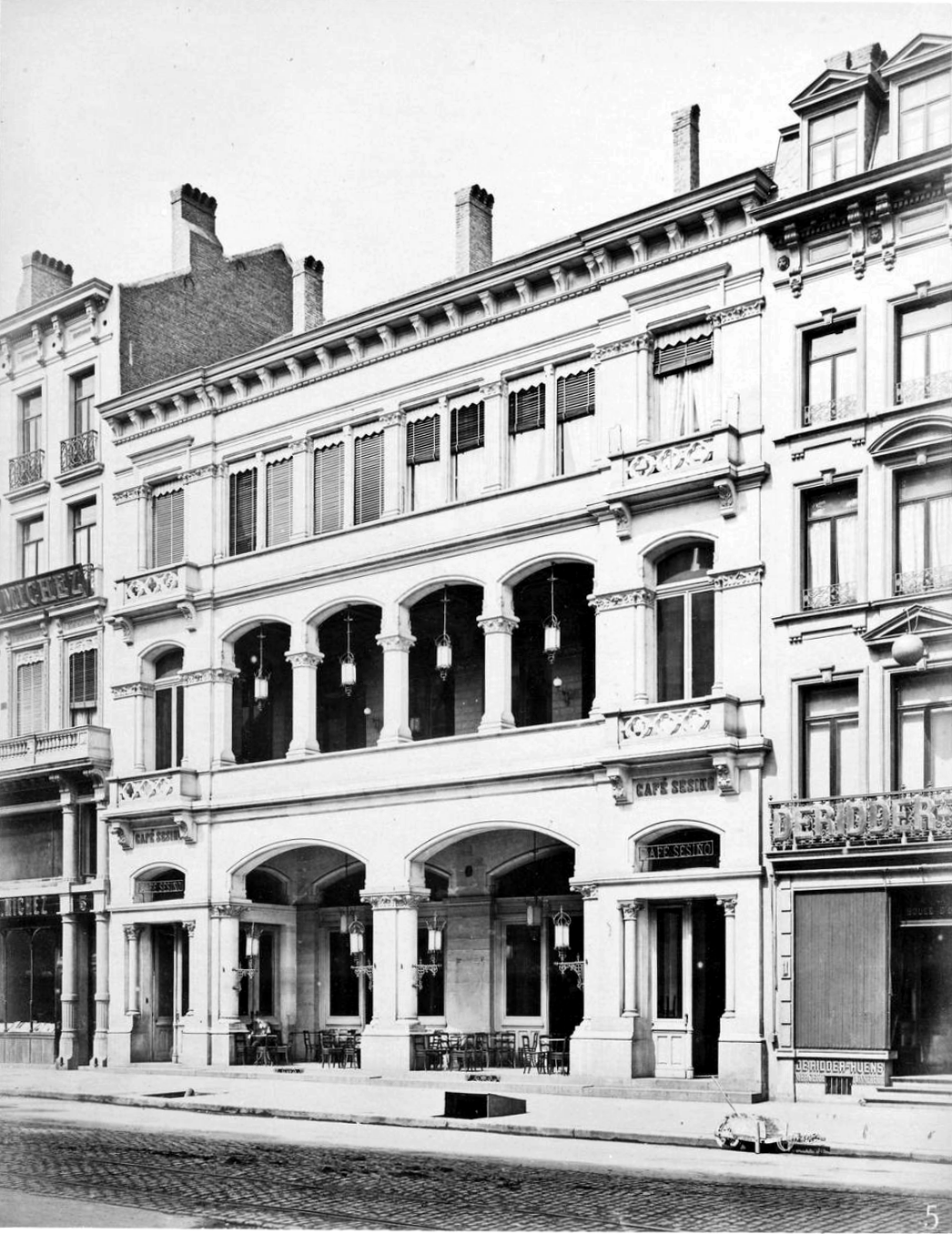
Café Sésino
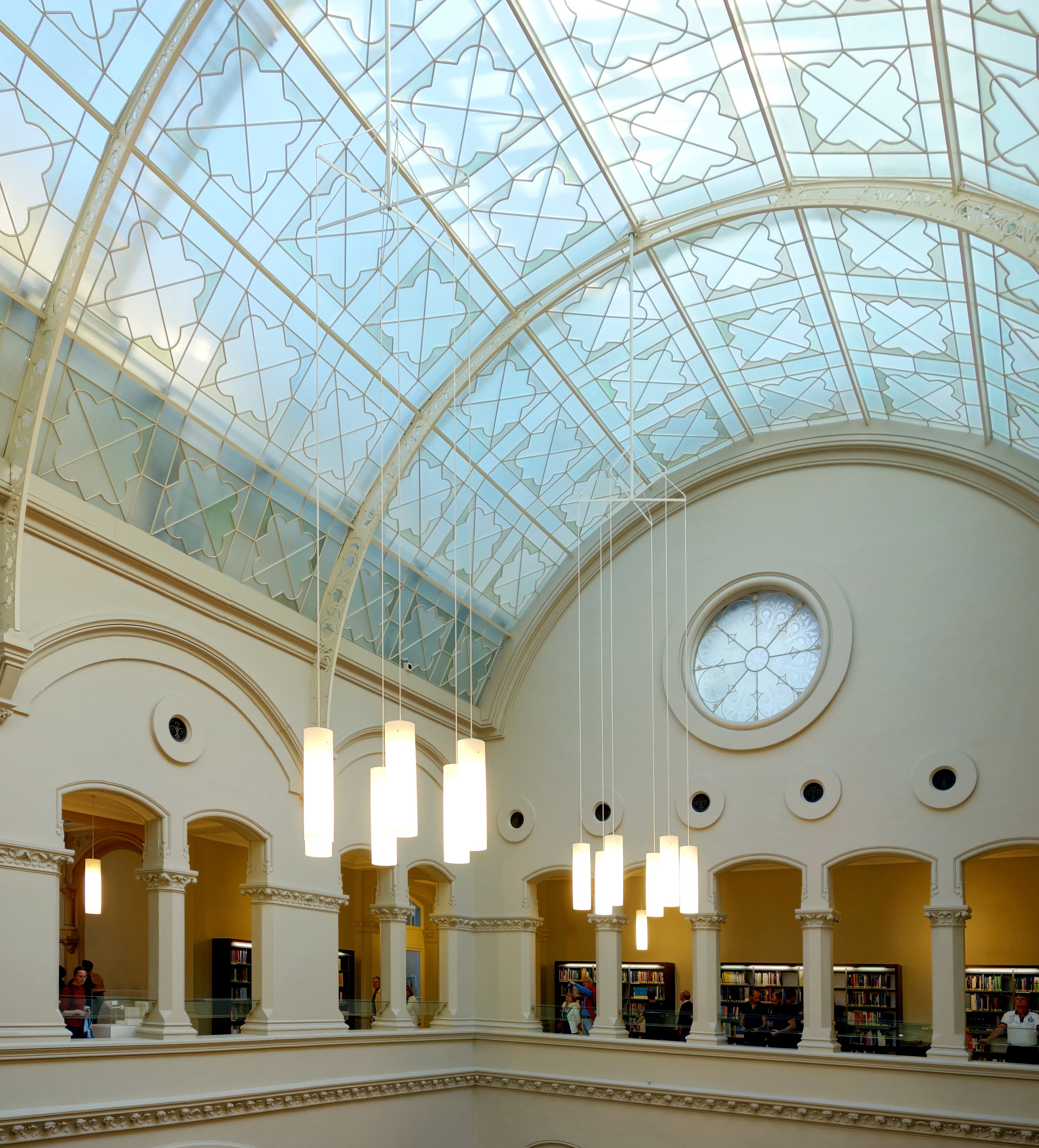
Museum Nationale Bank (glaskoepel)
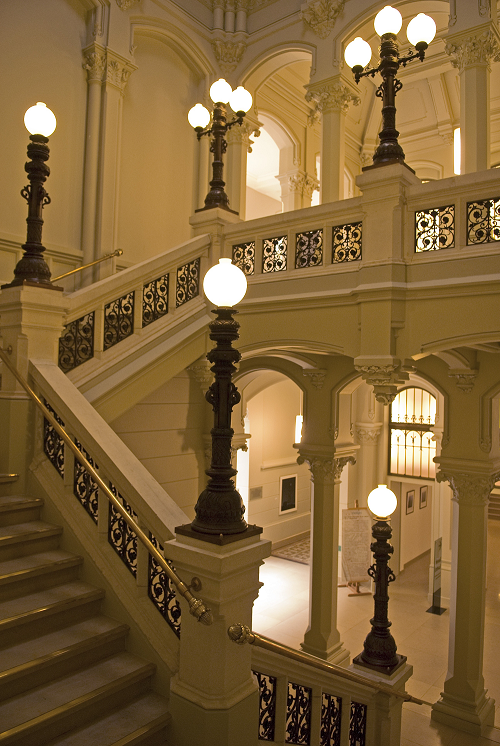
Museum Nationale Bank (trap)
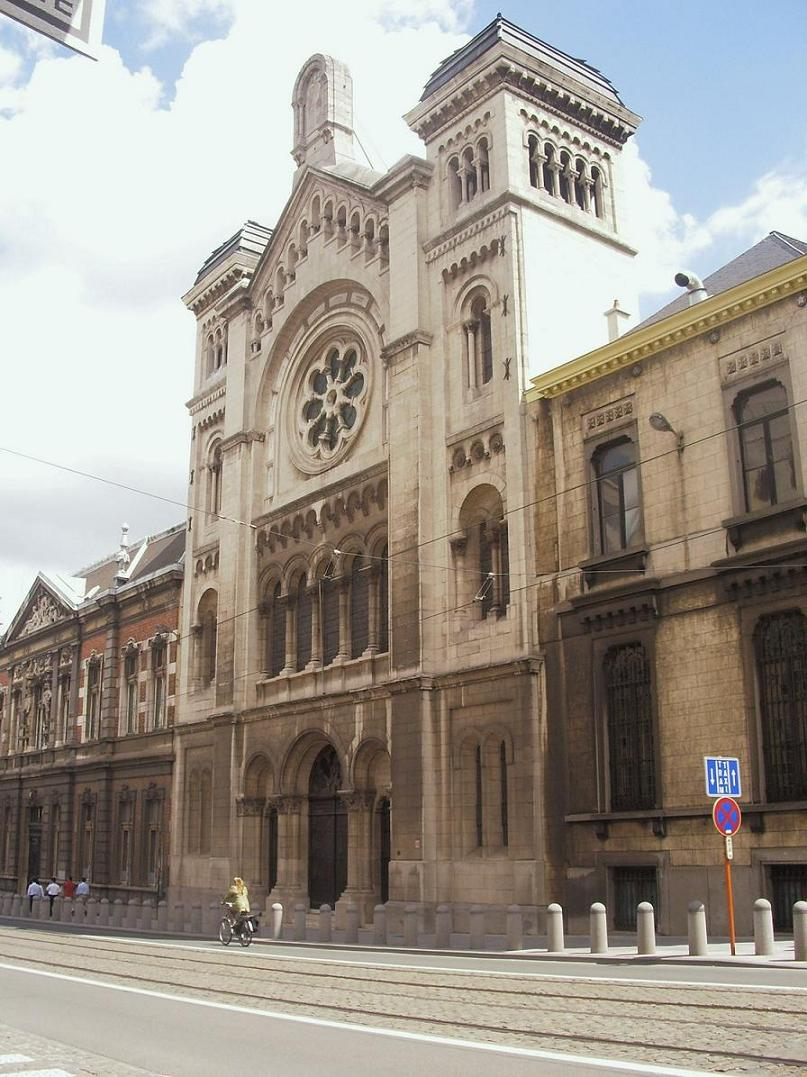
Grote Synagoge